# Иргашев, Одил
Одил Иргашев (тадж. Одил Иргашев; 10 февраля 1977, Таджикская ССР, СССР) — таджикский футболист, выступающий за команду «Равшан» из Куляба. Играет на позиции защитника.

## Карьера
В начале своей карьеры Одил играл на позиции нападающего. С первым своим клубом — «Варзобом» трижды одержал победу в чемпионате Таджикистана. В составе «Истиклола» стал обладателем Кубка и суперкубка страны в 2010 году. Десятикратный чемпион страны.
За сборную Таджикистана впервые сыграл в 2000 году. На Кубке вызова АФК 2006 Одил забил свой единственный гол за национальную команду.

## Международная статистика

### Голы за сборную
| # | Дата          | Город            | Соперник | Счёт | Результат | Турнир                |
| - | ------------- | ---------------- | -------- | ---- | --------- | --------------------- |
|   | 4 апреля 2006 | Дакка, Бангладеш | Пакистан | 2-0  | Победа    | Кубок вызова АФК 2006 |